# Antoine Mendy (calciatore)
Antoine Mendy (Marsiglia, 27 maggio 2004) è un calciatore francese naturalizzato senegalese, difensore del Nizza.

## Carriera

### Club
Cresciuto nel settore giovanile del Nizza, il 29 settembre 2022 firma il suo primo contratto professionistico con les Aiglons. Ha esordito in prima squadra il 16 ottobre successivo, in occasione dell'incontro di Ligue 1 pareggiato per 1-1 contro l'Auxerre.

### Nazionale
Il 22 marzo 2025, alla prima convocazione, esordisce con il Senegal nel pareggio per 0-0 in casa del Sudan.

## Statistiche

### Presenze e reti nei club
Statistiche aggiornate al 17 maggio 2025.
| Stagione        | Squadra         | Campionato      | Campionato | Campionato | Coppe nazionali | Coppe nazionali | Coppe nazionali | Coppe continentali | Coppe continentali | Coppe continentali | Altre coppe | Altre coppe | Altre coppe | Totale | Totale |
| Stagione        | Squadra         | Comp            | Pres       | Reti       | Comp            | Pres            | Reti            | Comp               | Pres               | Reti               | Comp        | Pres        | Reti        | Pres   | Reti   |
| --------------- | --------------- | --------------- | ---------- | ---------- | --------------- | --------------- | --------------- | ------------------ | ------------------ | ------------------ | ----------- | ----------- | ----------- | ------ | ------ |
| 2021-2022       | Nizza 2         | N3              | 16         | 2          | -               | -               | -               | -                  | -                  | -                  | -           | -           | -           | 16     | 2      |
| 2022-2023       | Nizza 2         | N3              | 2          | 0          | -               | -               | -               | -                  | -                  | -                  | -           | -           | -           | 2      | 0      |
| Totale Nizza 2  | Totale Nizza 2  | Totale Nizza 2  | 18         | 2          |                 | -               | -               |                    | -                  | -                  |             | -           | -           | 18     | 2      |
| 2022-2023       | Nizza           | L1              | 11         | 0          | CF              | 1               | 0               | UECL               | 3                  | 0                  | -           | -           | -           | 15     | 0      |
| 2023-2024       | Nizza           | L1              | 10         | 0          | CF              | 3               | 0               | -                  | -                  | -                  | -           | -           | -           | 13     | 0      |
| 2024-2025       | Nizza           | L1              | 18         | 0          | CF              | 2               | 0               | UEL                | 3                  | 0                  |             | -           | -           | 23     | 0      |
| Totale Nizza    | Totale Nizza    | Totale Nizza    | 39         | 0          |                 | 6               | 0               |                    | 6                  | 0                  |             | -           | -           | 51     | 0      |
| Totale carriera | Totale carriera | Totale carriera | 57         | 2          |                 | 6               | 0               |                    | 6                  | 0                  |             | -           | -           | 69     | 2      |

### Cronologia presenze e reti in nazionale
| Cronologia completa delle presenze e delle reti in nazionale ― Senegal | Cronologia completa delle presenze e delle reti in nazionale ― Senegal | Cronologia completa delle presenze e delle reti in nazionale ― Senegal | Cronologia completa delle presenze e delle reti in nazionale ― Senegal | Cronologia completa delle presenze e delle reti in nazionale ― Senegal | Cronologia completa delle presenze e delle reti in nazionale ― Senegal | Cronologia completa delle presenze e delle reti in nazionale ― Senegal | Cronologia completa delle presenze e delle reti in nazionale ― Senegal |
| Data                                                                   | Città                                                                  | In casa                                                                | Risultato                                                              | Ospiti                                                                 | Competizione                                                           | Reti                                                                   | Note                                                                   |
| ---------------------------------------------------------------------- | ---------------------------------------------------------------------- | ---------------------------------------------------------------------- | ---------------------------------------------------------------------- | ---------------------------------------------------------------------- | ---------------------------------------------------------------------- | ---------------------------------------------------------------------- | ---------------------------------------------------------------------- |
| 22-3-2025                                                              | Bengasi                                                                | Sudan                                                                  | 0 – 0                                                                  | Senegal                                                                | Qual. Mondiali 2026                                                    | -                                                                      |                                                                        |
| 25-3-2025                                                              | Dakar                                                                  | Senegal                                                                | 2 – 0                                                                  | Togo                                                                   | Qual. Mondiali 2026                                                    | -                                                                      | 55’                                                                    |
| 6-6-2025                                                               | Dublino                                                                | Irlanda                                                                | 1 – 1                                                                  | Senegal                                                                | Amichevole                                                             | -                                                                      |                                                                        |
| Totale                                                                 |                                                                        | Presenze                                                               | 3                                                                      |                                                                        | Reti                                                                   | 0                                                                      |                                                                        |